# Уиллоуби, Джоан, 7-я баронесса Уиллоуби де Эрзби
Джоа́н Уиллоуби (англ. Joan Willoughby; приблизительно 1425 — до 13 февраля 1462) — английская аристократка, 7-я баронесса Уиллоуби де Эрзби в своём праве (suo jure) с 1452 года.

## Биография
Джоан была единственной дочерью Роберта Уиллоуби, 6-го барона Уиллоуби де Эрзби, и его жены Элизабет Монтегю. Она родилась приблизительно в 1425 году. После смерти отца в 1452 году Джоан унаследовала его владения; считается, что в этот момент она стала баронессой Уиллоуби де Эрзби в своём праве (suo jure). До 9 января 1449 года Джоан вышла замуж за Ричарда Уэллса, 7-го барона Уэллса, которого с этого момента вызывали в парламент как Ricardo Welles de Willughby. Она умерла 13 февраля 1462 года. В её браке с Уэллсом родились двое детей:
- Роберт (умер в 1470), 8-й барон Уиллоуби де Эрзби[4];
- Джоан (умерла в 1505), 9-я баронесса Уиллоуби де Эрзби в своём праве, жена Ричарда Гастингса, барона Уэллса[4][5].